# 斯科特·斯蒂尔
斯科特·斯蒂尔（英語：Scott Steele，1958年2月26日—），生于罗德岛州，美国男子帆船运动员。他曾代表美国参加1984年夏季奥林匹克运动会帆船比赛，获得男子风浪板银牌。